# Laurent-François Boutmy
Laurent-François Boutmy, ook wel aangeduid als Laurent Boutmy (Brussel, circa 19 juni 1756 – aldaar, 3 november 1838), was een  Vlaams bespeler van pijporgel, klavecimbel, en piano. Zijn overlijdensakte vermeldde "professeur de musique".
Hij werd geboren in het gezin van Josse Boutmy en zijn tweede vrouw Catherine Philippina von Katzmann. Halfbroer Jean Baptiste Joseph Boutmy werd organist. Enkele andere (half)broers gingen eveneens de muziek in. Hij trouwde met Elisabeth Mary Hartley tijdens een verblijf in Engeland.
Hij kreeg zijn muzikale opleiding van zijn vader Josse Boutmy. Daarna werkte hij in Frankrijk, Brussel en Londen. In 1815 was hij terug in Brussel. Van zijn hand verschenen een aantal composities zoals Partant pour la Syrie, variée pour pianoforte, uitgegeven door Platteur in Nederland. Ook schreef hij de opera Armide, ou les statues. Hij was enige tijd pianoleraar van prinses Marianne van Oranje-Nassau (1816). Koning Willem I der Nederlanden zou hem een pensioen hebben beloofd, maar dit kwam te vervallen na de Belgische Opstand. Hij was tevens leraar van Xavier van Elewyck.
Hij publiceerde ook Principes généraux de musique, comprenant la mélodie, l'unisson et l'harmonie, suivi de la théorie démonstrative de l'octave, et de son harmonie in 1823.
Boutmy overleed in november 1838 op 82-jarige leeftijd in zijn woonplaats Brussel.
- Gemeinsame Normdatei: 1050626796
- International Standard Name Identifier: 0000 0000 5120 9307
- Library of Congress Control Number: nr90024431
- MusicBrainz: df5486e8-956b-42ee-b8ce-37d75aff69a8
- Nederlandse Thesaurus van Auteursnamen: 147236029
- Virtual International Authority File: 31848151
- WorldCat: E39PBJvmHBKP48Vbb8xJvdYF8C